# Costa Marques
Costa Marques – miasto i gmina w Brazylii, w stanie Rondônia. Znajduje się w mezoregionie Madeira-Guaporé i mikroregionie Guajará-Mirim.